# Dermot Crowley
Dermot Joseph Crowley (ur. 19 marca 1947 w Corku) – irlandzki aktor filmowy, telewizyjny i teatralny. Wystąpił w takich filmach jak Gwiezdne wojny: część VI – Powrót Jedi (1983), Ośmiorniczka (1983) i Syn Różowej Pantery (1993), a także jako Martin Schenk w serialu kryminalnym BBC One Luther (2010–2019).

## Filmografia

### Filmy
- 1976: The Fruits of Philosophy jako George Bernard Shaw
- 1982: Giro City jako Flynne
- 1983: Gwiezdne wojny: część VI – Powrót Jedi (Star Wars Episode VI: Return of the Jedi) jako generał Crix Madine
- 1983: Ośmiorniczka (Octopussy) jako porucznik Kamp
- 1983: Teamwork jako  	Patrick Molloy
- 1985: Doktor i diabły (The Doctor and the Devils) jako pan Webb
- 1988: Mała Dorrit (Little Dorrit) jako pan Simpson
- 1988: Wilt jako Braintree
- 1988: The March jako Roy Cox
- 1993: Syn Różowej Pantery (Son of the Pink Panther) jako sierżant Francois Duval
- 1993: Bananowy głupek (Staggered) jako doktor Barnet
- 2000: Nazywał się Bagger Vance (The Legend of Bagger Vance) jako Dougal McDermott
- 2002: Zanim odejdziesz (Before You Go) jako ojciec Cunningham
- 2006: Babel jako Barth
- 2008: Gud, lukt och henne
- 2009: Święta woda (Holy Water) jako ojciec Grogan
- 2013: Koneser (The Best Offer) jako Lambert
- 2014: Mrs. Brown's Boys D'Movie jako P.R. Irwin
- 2015: Dama w vanie (The Lady in the Van) jako ksiądz
- 2017: Cudzoziemiec (The Foreigner) jako Hugh McGrath
- 2017: Śmierć Stalina (The Death of Stalin) jako Łazar Kaganowicz
- 2018: Black 47 (Black '47) jako Sędzia Bolton
- 2022: Osobliwość (The Wonder) jako Sir Otway
- 2023: Luther: Zmrok (Luther: The Fallen Sun) jako Martin Schenk

### Seriale TV
- 1986: Call Me Mister jako detektyw McBride  (gościnnie)
- 1989: Poirot jako Arthur Simpson (gościnnie)
- 1991–2007: The Bill (różne role)
- 1996: The Sculptress jako ojciec Julian (gościnnie)
- 1996: Ojciec Ted (Father Ted) jako ojciec Liam Deliverance (gościnnie)
- 1998: Jonathan Creek jako Norman Strangerson (gościnnie)
- 2002: Komandosi (Ultimate Force) jako Jack Cullen (gościnnie)
- 2005: Samotnia (Bleak House) jako Pan Vholes (gościnnie)
- 2006: Morderstwa w Midsomer (Midsomer Murders) jako Peter Hatchard (gościnnie)
- 2007: Detektyw Foyle (Foyle's War) jako Henry Townsend (gościnnie)
- 2008: Nowe triki (New Tricks) jako Derek Bennett (gościnnie)
- 2010–2019: Luther jako Martin Schenk
- 2012: Życie od kuchni (Raw) jako Dan Kelly (gościnnie)
- 2013: Father Figure jako Pat Whyte (gościnnie)